# Нова (Србија)
Нова је српска телевизијска и радио-станица чији је власник United Media. Њено седиште се налази на адреси Булевар Зорана Ђинђића 8а у Београду, док се емисије снимају у студијима Авала филма у Улици кнеза Вишеслава 88 на Кошутњаку. Искључиво је доступна преко оператора SBB и Yettel, као и бесплатно путем интернета ван Србије.
Крајем 2017. United Media је покренула телевизијску станицу Топ, која је постала позната по оригиналном садржају, као и разним новитетима које уводи. Од 25. марта 2019. мења име у Нова С, као конкурент националним станицама, поставши једна од најгледанијих телевизија у Србији. Истог дана покренута је и радио-станица, која поред музике пушта и одабрани садржај са телевизије. Од 1. јануара 2023. назив је скраћен на само Нова.
Део је бренда Нова, који представља регионалну телевизијску мрежу. Нова на свом програму емитује забавне и политичке ток-шоу емисије, информативни и документарни програм, ексклузивне спортске садржаје и домаће и стране филмове и серије.

## Историја
покренула је 15. децембра 2017. године колажну станицу под називом Топ, која је са пробним емитовањем почела 14. децембра исте године. Најављено је емитовање две до три годишње премијере високобуџетне домаће серије, као и оригинални забавни програм домаће продукције и најгледаније светске серије. Топ је брзо стекао популарност емитовањем серије Убице мог оца, која је током ранијег емитовања на РТС-у 1 достигла огромну популарност. Такође су емитоване оригиналне серије Мала историја Србије, Конак код Хилмије и Жигосани у рекету.
Топ је убрзо стекао бројну публику, због чега је заслужна серија Убице мог оца, која је раније била у власништву Радио-телевизије Србије. United Media је такође произвела оригиналне серије као што су Мала историја Србије, Конак код Хилмије и Жигосани у рекету. Емитовао се и оригинални квиз под називом Тотални обрт чија је водитељка Милена Васић, као и оригинална кулинарска емисија Мистер кичен чији је водитељ Слободан Стефановић. Емитована су и нове епизоде емисије Кефалица, која је раније емитована на каналима ТВ Авала и Мини Ултра.
United Media је 13. марта 2019. године најавила да Топ мења име у Нова С и постаје део бренда Нова, који представља регионалну телевизијску мрежу. Нова С је са емитовањем почела 25. марта 2019. године у 14 часова, емитовањем утакмице фудбалских репрезентација Србије и Португалије. Нова С емитује колажни програм — забавне и политичке ток-шоу емисије, информативни, документарни и спортски садржај као и домаће и стране серије и филмови.
Откупљена су права преноса свих утакмица квалификација за Европско првенство у фудбалу 2020. године као и за елиминациону фазу Лигу нација, које игра и репрезентација Србије.
Главна емисија информативног програма је Дневник у 19, које се истовремено емитује и на каналу N1. Нова С емитује дугогодишњу ток-шоу емисију Утисак недеље и емисије Инсајдера Бранкице Станковић Мале велике приче и Инсајдеров преглед недеље. Забавни програм чине емисије као што су Вече са Иваном Ивановићем, Ментално разгибавање, Међу нама и Здраво мисли са др Катарином Бајец.
Емитоване серије су наставиле да се раде у продукцији United Media-е, која је произвела оригиналне серије Мала историја Србије, Конак код Хилмије, Жигосани у рекету и Ујка - нови хоризонти. United Media је такође откупила права, које је раније имала Радио-телевизија Србије, за даље емитовање серија Убице мог оца и Сенке над Балканом. Такође су откупљена права за снимање серија Време зла и Време смрти, које представљају наставке серије Корени.
United Media је 4. децембра 2019. године покренула телевизијску станицу Нова Спорт, специјализовану за преносе најважнијих спортских догађаја који гледаоцима нуди разноврстан премијум спортски садржај. Међутим, ексклузивни спортски догађаји су се ипак задржали на каналима Спорт клуб, који су доступни већем броју корисника.
Нова С је 28. фебруара 2020. године у 10 часова покренула свој веб-портал, чију редакцију чини преко 80 људи. На њему се налазе информације из сфера политике, економије, друштва, културе, као и спорта. Истовремено, на порталу се нашла прва епизода четврте сезоне серије Убице мог оца, која се од 2. марта исте године емитовала на Новој С. Већ након прве године рада, nova.rs је постала један од најпознатијих веб-портала у Србији.
Нова С је почетком 2020. године наставила емитовање емисије 24 минута са Зораном Кесићем, која се раније емитовала на Б92. Истовремено, најављено је приказивање четири серије, у сопственој продукцији: Време смрти, Александар од Југославије, Кљун и Викенд са ћалетом.
Пролеће 2020. године обележиле су значајне промене у програму Нове С. Позната телевизијска лица су прешла на Нову С, док су са приказивањем почеле емисије Пљиж, Пробуди се, Домаћинске приче и Балканском улицом.
United Media је средином 2020. године покренула продукцију новог информативног програма Newsmax Adria, који је требао да до краја године прерасте у посебан телевизијску станицу са центрима у Србији, Босни и Херцеговини и Хрватској. Пројекат је настао у партнерству са америчким медијским предузећем Newsmax. Емисија Преглед дана се приказује на каналу Нова С, док се емисија Дневник приказује на Новој БХ. Емисију Преглед дана воде водитељи Јелена Обућина и Горан Димитријевић.
Дана 30. марта 2021. године, руководство телевизије је издало саопштење у којем се ограђује од ставова против вакцинације, које је водитељ Дарко Митровић износио у емисији Ментално разгибавање. Митровић је у спорној емисији вулгарно вређао Жарка Требјешанина, психолога и заговорника вакцинације. У емисији следећег јутра, Митровић је дао отказ и напустио студио. Марко Степановић је сам водио емисију до краја. Од 1. априла 2021. године, Ментално разгибавање води Марко Степановић са гостима. Један од гостију био је и глумац Срђан Јовановић, који је након тога постао други водитељ ове емисије.
Дневне новине Нова, са истим уређивачким тимом са портала nova.rs, најављене су у априлу 2021, а прво је издање објављено у јуну 2021. године. Нова С је 30. августа 2021. године почела с емитовањем нових епизода босанскохерцеговачке серије Луд, збуњен, нормалан.
Нова С је крајем 2021. године почела с емитовањем турских серија, прва од којих је серија Јама, коју је наследила Амбасадорова кћи. Истовремено је најављена ревитализација ријалити-шоуа Сурвајвор Србија, под називом Сурвајвор: Доминиканска Република, која се емитује од 14. марта. Сурвајвор бележи јако високу гледаност за програм на једном кабловском каналу. Мерења у SBB мрежи показују да је прва епизода имала шер од 21,89%, а пета чак 23,58%, што је значајно више од јавног сервиса и националних емитера.
Како би помогла у повећању излазности на општим изборима у Србији, Нова С, у сарадњи с организацијом Црта, покренула је емисију Зато, гласај! која је емитована до 31. марта.
Регулаторно тело за електронске медије (РЕМ) је 15. априла 2022. године расписало Јавни конкурс за издавање дозвола за телевизије и радија за подручје целе Србије, а Нова С, као и N1, истог дана је најавила да ће учествовати на конкурсу. Такође је напоменуто да ове две телевизије имају далеко већу гледаност у SBB мрежи од телевизија Happy и Б92, које тренутно располажу националним фреквенцијама.

## Програм
Представља телевизију колажног типа која гледаоцима нуди садржај намењен свим генерацијама и интересовањима. Телевизија приказује домаће и међународне филмове и серије, од којих је најпрепознатљивији оригинални серијски садржај. Такође је вратила неке од најпознатијих српских емисија, као што су забавни програми Утисак недеље, Вече са Иваном Ивановићем, Ментално разгибавање, 24 минута са Зораном Кесићем и Балканском улицом.
Садржи ексклузиван спортски програм јер је United Media доставила највишу понуду за пренос утакмица, чиме је откупила права преноса свих утакмица квалификација за Европско првенство у фудбалу 2020. године које игра репрезентација Србије. Како би омогућила пренос утакмица за више људи, покренула је сопствени радио путем свог званичног веб-сајта.
Телевизија премијерно приказује серије из сопствене продукције, као што су Сенке над Балканом, Убице мог оца и Жигосани у рекету. Нова С такође приказује теленовеле, као што су Волети до смрти, Корак напред и дечје серије Виолета и Ја сам Луна.
Поред забавног, телевизија приказује и информативни програм. Дневне вести се приказују у емисији Дневник у 19, док се викендом приказују документарци из BBC продукције, као и емисије као што су Инсајдеров преглед недеље, Мале велике приче и Недеља под лупом Инсајдера.
Пролеће 2020. године обележили су трансфери више водитеља и новинара Нову, као што су Зоран Кесић, Горан Димитријевић, Невена Маџаревић, Весна Дедић, Рада Ђурић, Ненад Гладић, Радован Сератлић, Лана Нановски, Марко Катић, Филип Видојевић и Теодора Васиљевић.
Од октобра 2020. године ауторска емисија Марка Видојковића и Ненада Кулачина Добар, лош, зао са ТВ Шабац долази на портал nova.rs. Недуго затим, пошто су задржали популарност формата, United Media одлучује да се од 18. новембра 2020. емисија приказује и на Новој С средом од 23 часа, три сата после премијере на порталу.
Прве недеље марта уведене су две нове музичке емисије, Глас, дирка, бас и Нова супер листа. Глас, дирка, бас је џез интермецо сегмент који се емитује четири пута дневно радним данима, а недељом у 10.15 омнибус. Певачица Милица Јанковић са својим бендом изводи по једну нумеру у сваком издању. Нова супер листа је била емисија Марка Столице, у којој водитељ представља актуелне музичке спотове алтернативних, претежно рок бендова, а саставни део сваке емисије су и разговори са музичарима. Емитовала се четвртком од 22.20 часова. Угашена је почетком јесење шеме исте године.
Од 15. марта 2021. године Нова С је емитовала ауторску емисију Раде Ђурић Да сам ја неко, која 2022. године прелази на N1.
Две године од покретања јутарњег програма Пробуди се, 4. јуна 2022. његово викенд издање добија име Покрени се. Водитељи су били Данило Машојевић и Ана Михајловски. Михајловски је након пробна три месеца напустила ову кућу, а Машојевић је водио емисију сам до лета 2024.
У јулу 2022. најављени су новитети у забавном програму из предстојеће сезоне: кулинарски шоу Савршена вечера (по лиценци Come Dine with Me), квиз Желите ли да постанете милионер? и ријалити-шоу Највећи губитник (по лиценци The Biggest Loser).
У јуну 2024. престала је сарадња између Нове и продукцијске куће Пер (Pear) Ивана Ивановића. Ивановић је одлучио да емисије Вече са Иваном Ивановићем и 4 и по мушкарца пређу на Блиц ТВ због, како је навео, бољих услова и могућности да се сатиричне емисије и критика власти видe и на мрежи државног Телекома.

### Информативни програм
Од свог оснивања приказује дневни централни дневник, Дневник у 19, сваког дана од 19 часова и кратку емисију Вести у подне, а преузима их са канала N1, који је такође део предузећа United Media. Средином 2020. године, уводи се емисија Преглед дана, чији су водитељи Јелена Обућина и Горан Димитријевић, у сарадњи са предузећем Newsmax Adria, које се налази у истом власништвом као и Нова С.
Приказује политичку ток-шоу емисију Утисак недеље, коју уређује и води Оља Бећковић. Емисија током свог приказивања постаје најгледанија на кабловским, IPTV и другим дигиталним платформама, такмичећи се са емисијом Хит твит, која је каснија проглашена плагијатом. На програму се такође приказује забавно-информативна емисија Међу нама.
Приказује јутарњи програм, под именом Пробуди се, чији су водитељи Невена Маџаревић и Данило Машојевић, који се приказује на каналу од 2020. године.
Поводом општих и локалних избора у Србији 2022. године, Нова је од 10. марта 2022. приказивала специјалну емисију Зато, гласај! у сарадњи са организацијом Црта. Емисија, коју уређује и води Данило Машојевић, има за циљ да подстакне учешће грађана на изборима.
Након окончања сарадње са америчком мрежом Newsmax, Нова од 1. октобра 2022. покреће сопствени Дневник од 19.30 часова са истим уредницима, новинарима и водитељима. Тада се Дневник Н1 избацује из програмске шеме. Такође, 3. октобра 2022. уводе се и Вести — радним данима у 22.30 часова.

### Забавни програм
Свакодневно емитује забавни програм који чине домаће и стране емисије. Емитује неке од најпознатијих емисија у Србији, као што су Ментално разгибавање, Вече са Иваном Ивановићем, Утисак недеље, Међу нама, Здраво мисли са др Катарином Бајец, 24 минута са Зораном Кесићем, Желите ли да постанете милионер?, Савршена вечера, Највећи губитник, Сурвајвор Србија и Џокер.
Емитује и дневни квиз Тотални обрт, који води Милена Васић, а уређује Никола Нешковић.
Емисије које се приказују или су се приказивале на Новој:
- 24 минута са Зораном Кесићем
- 4 и по мушкарца са Иваном Ивановићем
- Америка има таленат: Шампиони
- Амерички смешни видео
- Баја и јога
- Балканском улицом
- Британија има таленат
- Вајпаут
- Вече са Иваном Ивановићем
- Вреле гуме
- Глас, дирка, бас
- Да сам ја неко
- Добар, лош, зао
- Домаћинске приче
- Здраво мисли са др Катарином Бајец
- Инсајдеров преглед недеље
- Кефалица
- Кеш или треш
- Луна парк
- Мале велике приче
- Међу нама
- Ментално разгибавање
- Мистер кичен
- Највећи губитник
- Недеља под лупом Инсајдера
- Нова супер листа
- Пљиж
- Сурвајвор Србија
- Савршена вечера
- Тотални обрт
- Утисак недеље
- Желите ли да постанете милионер?

### Серијски програм
Премијерно емитује високобуџетне међународне серије. Неке од најгледанијих серија на Новој су Бесрамници, Људи са Менхетна, Два лица правде и Наранџаста је нова црна. Прва је и једина телевизија у Србији која је емитовала серије и филмове Марвеловог филмског универзума.
Поред страних, емитује домаће серије из оригиналне продукције United Media. Неке од најпознатијих домаћих серија које су се емитовале су Убице мог оца, Жигосани у рекету, Сенке над Балканом, Ујка - нови хоризонти. Емитују се и серије Александар од Југославије, Време зла, Време смрти, као и У загрљају Црне руке.
Стране серије које су се емитовале на Новој су:
- Агент
- Агент Картер
- Амбасадорова кћи
- Американци
- Амерички злочин
- Бајкер на тајном задатку
- Бела принцеза
- Бело одело
- Бесрамници
- Битка за
- Бродчерч
- Брон
- Бруклин 9-9
- Буђење мртвих
- Ванга
- Викторија
- Волети до смрти
- Врх језера
- Гомора
- Два краљевства
- Два лица правде
- Дердевил
- Добри доктор
- Доктор
- Доктор Мартин
- Домовина
- Еш против злих мртваца
- Живот на Марсу
- Животињско краљевство
- Затвор Венворт
- Зона
- Зона сумрака (2002)
- Исусов код
- Јама
- Како се извући са убиством
- Катарина Велика
- Корак напред
- Криминалистичка прича
- Лажов
- Летеркени
- Ликвидација
- Лов на Саламандера
- Линија сенке
- Лутер
- Људи са Менхетна
- Мафија убија само лети
- Менталиста
- Мост
- Наранџаста је нова црна
- Нестали
- Новине
- Освета
- Пад
- Пакао на точковима
- Пепео пепелу
- Повратници
- Политичке животиње
- Пројекат Плава књига
- Размажени богаташ
- Рита
- Свемирски брод Свитац
- Синови анархије
- Слуга народа
- Тајни живот Мерлин Монро
- Трбосекова улица
- Тунел
- У игри
- Убиство
- Утопија
- Улица милости
- Фирма
- Часна уличарска
- Чудесне године
- Џесика Џоунс
- Шведска њушкала
- Шпанска принцеза
- Шпијун

Емитоване домаће серије су:
- Александар од Југославије
- Атомски здесна
- Викенд са ћалетом
- Време зла
- Време смрти
- Два смо свијета различита (БиХ)
- Државни посао
- Жигосани у рекету
- Заспанка за војнике
- Кљун
- Конак код Хилмије (БиХ)
- Куд пукло да пукло (Хрватска)
- Кумови (Хрватска)
- Ја, Пинк Пантер
- Једне летње ноћи
- Луд, збуњен, нормалан (БиХ)
- Мала историја Србије
- Мамутица (Хрватска)
- На терапији
- Не дирај ми маму (БиХ)
- Одмори се, заслужио си (Хрватска)
- Почивали у миру (Хрватска)
- Самац у браку
- Сенке над Балканом
- Стела (Хрватска)
- Убице мог оца
- У загрљају Црне руке
- Ујка − нови хоризонти
- Шешир професора Косте Вујића

### Спортски програм
Програм канала Нова С отворио се утакмицом фудбалских репрезентација Србије и Португалије. United Media је откупила права преноса свих утакмица квалификација за Европско првенство у фудбалу 2020. године које игра репрезентација Србије, као и преносе Лиге нација.
United Media је крајем 2019. године покренула кабловски канал Нова Спорт, која на свом програму преноси фудбалске утакмице мање атрактивних лига као што су финска Вајкауслига, чешка Фортуна лига, словеначка Прва лига, литванска А лига и белоруска Премијер лига. Од осталих спортова приказују се тениски Мастерс 1000 и АТП 500 турнири као и Вимблдон и трке NASCAR шампионата.
United Media, поседовала је ексклузивна права преноса утакмица Европског првенства у фудбалу 2021, које се одржавало од 11. јуна до 11. јула 2021. године.

### Дечји програм
Свакодневно емитује дечији програм, у виду играних и цртаних серија. С почетком емитовања канала Топ, премијерно је емитована аниме-серија Инфинити надо, након које су уследиле Бејблејд бурст и Бејблејд бурст: Еволуција.
Након настанка канала Нова С, откупљена су права за емитовање Дизнијевих серија, док је прва била тинејџ теленовела Виолета, након чега је уследило премијерно емитовање у Србији теленовеле Ја сам Луна.

## Сродне услуге

### Услуге видеа на захтев
Пружа приступ видеу на захтев за одложено гледање програма на различите начине: преко интернет платформе EON и традиционалне услуге видеа на захтев под називом Nova Play која је доступна на већини традиционалних кабловских, сателитских и IPTV провајдера.
Нове епизоде оригиналних серија канала се појаве на услузи Nova Play нешто пре премијерног емитовања. Представља прву телевизију у Србији која је увела бинџовање када је покренула другу сезону серије Сенке над Балканом. Након што је покренут портал nova.rs, премијера четврте сезоне серије Убице мог оца приказана је на порталу, док је свака наредна епизода приказана нешто пре приказивања на каналу.